# Nawasard Kdżojan
Nawasard Kczodżan – duchowny Apostolskiego Kościoła Ormiańskiego, od 1999 biskup Patriarszej Diecezji Ararackiej (z siedzibą w Erywaniu). Sakrę otrzymał w 1997 roku. 4 czerwca 2006 roku uzyskał godność arcybiskupa.